# 沱湖乡
沱湖乡，是中华人民共和国安徽省蚌埠市五河县下辖的一个乡镇级行政单位。

## 行政区划
沱湖乡下辖以下地区：
沱湖村、浍河村、淮河村、西坝口村和大岗村。

## 特产
沱湖螃蟹：中国地理标志产品。